# ریو ۲
ریو ۲ (به انگلیسی: RIO 2) یک انیمیشن کامپیوتری موزیکال-ماجرایی-کمدی سه‌بعدی آمریکایی است که با کارگردانی کارلوس سالدانها ساخته شده است. این انیمیشن دنبالهٔ انیمیشن ریو (۲۰۱۱) است.

## خلاصه داستان
بلو، جوول و سه فرزندشان از ریو دو ژانیرو به جنگلهای استوایی و به حیات وحش آمازون می‌روند، همزمان که بلو تلاش می‌کند که خود را با محیط جدید وفق دهد، خود را تحت تعقیب نایجل میابد، که می‌خواهد انتقام اتفاقات گذشته را بگیرد.

## گویندگان
- جسی آیزنبرگ، صداپیشه شخصیت بلو
- آن هاتاوی، صداپیشه شخصیت جول
- لزلی من، صداپیشه شخصیت لیندا
- برونو مارس، صداپیشه شخصیت روبرتو
- جامین کلمنت، صداپیشه شخصیت نایجل
- جورج لوپز، صداپیشه شخصیت رافائل
- جیمی فاکس، صداپیشه شخصیت نیکو
- ویل.آی.ام، صداپیشه شخصیت پدرو